# Krusjare
Krusjare (bulgariska: Крушаре) är ett distrikt i Bulgarien.   Det ligger i kommunen Obsjtina Sliven och regionen Sliven, i den centrala delen av landet, 250 km öster om huvudstaden Sofia.
Trakten runt Krusjare består till största delen av jordbruksmark. Runt Krusjare är det ganska tätbefolkat, med 60 invånare per kvadratkilometer.